# Kodimey

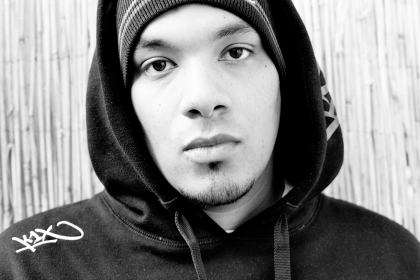
Kodimey (2008)

Kodimey (* 1980 in Stuttgart; bürgerlich Kodimey Awokou) ist ein deutscher Rapper.

## Leben
Kodimey ist Sohn einer deutschen Mutter und eines togolesischen Vaters. Er besuchte die Ostheimer Grund- und Realschule in Stuttgart-Ost. 1999 gründete er zusammen mit einigen Freunden das Label Chimperator, das 2002 als Firma eingetragen wurde. Gleichzeitig studierte er Germanistik und Anglistik. Im Jahr 2004 veröffentlichte er seine erste EP Mein Grund, und 2007 folgte das Streetalbum Neo Geo. Am 31. Oktober 2008 veröffentlichte Kodimey sein Debütalbum Gorilla.  Kodimey steht bei dem Label Chimperator Productions unter Vertrag, wo er auch als A&R-Manager tätig ist.

## Diskografie

### Alben
| Cover | Titel                  | Jahr | Kommentar                                                   |
| ----- | ---------------------- | ---- | ----------------------------------------------------------- |
|       | Mein Grund             | 2004 | EP                                                          |
|       | Bam!!!Boozled          | 2005 | Download-EP                                                 |
|       | Neo Geo                | 2007 | Album                                                       |
|       | Gorilla                | 2008 | Album                                                       |
|       | BANGARANG!             | 2010 | Download-EP                                                 |
|       | Neverland Tunes Vol. 1 | 2010 | Kostenloses Mixtape mit DJ Budget als Bangarang Soundsystem |

### Sonstige
- 2006: 188-190 (mit Afrob) (Juice Exclusive! auf Juice-CD #62)
- 2007: Mein Deutschland (Juice Exclusive! auf Juice-CD #71)
- 2007: Nichts hält dich auf (Kodimey feat. KmH - Optik Records "No Money? No Problem!")
- 2007: 80 Euro die Karte (mit Maeckes, Plan B, Kaas, Tua und Sucuk Ufuk) (Juice Exclusive! auf Juice-CD #81)
- 2007: Diverse auf Beat 'em up von Marlon und Budget
- 2009: Jeder schwarze Rapper (Juice-Exclusive! auf Juice-CD #94)